# Grube Hombach
Die Grube Hombach ist eine ehemalige Eisen-Grube des Bensberger Erzreviers in Bergisch Gladbach. Das Gelände gehört zum Stadtteil Herrenstrunden. Aufgrund eines Mutungsgesuchs vom 21. März 1864   erfolgte die Verleihung des Grubenfeldes am 14. August 1868 mit dem Namen Hombach auf Eisenstein. Es liegt In der Umgebung von Oberhombach und überdeckt das Grubenfeld Josefinenzeche. Von dem Haus Oberhombach 4 geht ein Fußweg nach Breite. Nach etwa 100 m sieht man in östlicher Richtung auf einer Kuhweide eine kleine bewaldete Anhöhe. Dort ist der Fundpunkt der Grube Hombach. Über den Betrieb der Grube ist nichts bekannt.